# روکا ماسیما
روکا ماسیما (به ایتالیایی: Rocca Massima) یک کومونه در ایتالیا است که در استان لاتینا واقع شده‌است.

## خصوصیات
روکا ماسیما ۱۸٫۱ کیلومترمربع مساحت و ۱٬۰۸۸ نفر جمعیت دارد و ۷۳۵ متر بالاتر از سطح دریا واقع شده‌است.